# حمیدرضا احمدیان (بسکتبالیست)
حمیدرضا احمدیان (زادهٔ ۶ خرداد ۱۳۶۸ در تهران) بازیکن بسکتبال ایران است. او در پست گارد بازی می‌کند و سابقه حضور در رقابت‌های ملی و باشگاهی را دارد.

## سابقه تیم‌های باشگاهی
احمدیان در تیم‌هایی مانند پرسپولیس تهران، بهروز تهران، دانشگاه صنعتی شریف، شهرداری کاشان، خانه بسکتبال تبریز، فرش سیزان کاشان و آینده‌سازان فعالیت کرده‌است. او همچنین یک فصل در تیم والدمورو مادرید (اسپانیا) بازی کرده و قهرمان لیگ آن کشور شده‌است.

## افتخارات ورزشی
- قهرمانی لیگ مادرید با تیم والدمورو (۱ فصل)[۱]
- نایب‌قهرمانی لیگ مادرید (۱ فصل)
- قهرمانی سوپر جام تهران[۲]
- قهرمانی لیگ دسته یک کشور
- قهرمانی دانشجویی دانشگاه آزاد
- سه سال متوالی رتبه اول بسکتبال ۳×۳ ایران[۳]
- دو بار دعوت به اردوی تیم ملی بسکتبال ۳×۳[۴]
- نخستین قهرمانی در لیگ برتر بسکتبال ۳×۳ ایران

## حضور ملی ۳×۳
احمدیان عضوی از تیم ملی بسکتبال ۳×۳ ایران بوده و در مسابقات بین‌المللی شرکت کرده‌است. پروفایل او در سایت رسمی فدراسیون جهانی بسکتبال ۳×۳ ثبت شده‌است.